# Ruissalo
Ruissalo (Runsala in svedese) è un'isola situata nel Mare dell'arcipelago, all'interno del mar Baltico, e facente parte dell'Arcipelago di Turku. Dal punto di vista amministrativo è un distretto della città finlandese di Turku. 
L'isola ospita il festival annuale di musica rock Ruisrock.

## Geografia
L'isola, con un'estensione di circa 9 km², è localizzata a sudovest di Turku, tra l'isola di Hirvensalo e il distretto di Pansio sulla terraferma. Nel 2004 contava una popolazione di appena 126 persone. Una delle più grandi foreste di tutta la Finlandia si trova su questa isola ed è protetta da programmi di conservazione dell'habitat. La foresta, dominata dalle querce, ha un'estensione di circa 170 ettari.

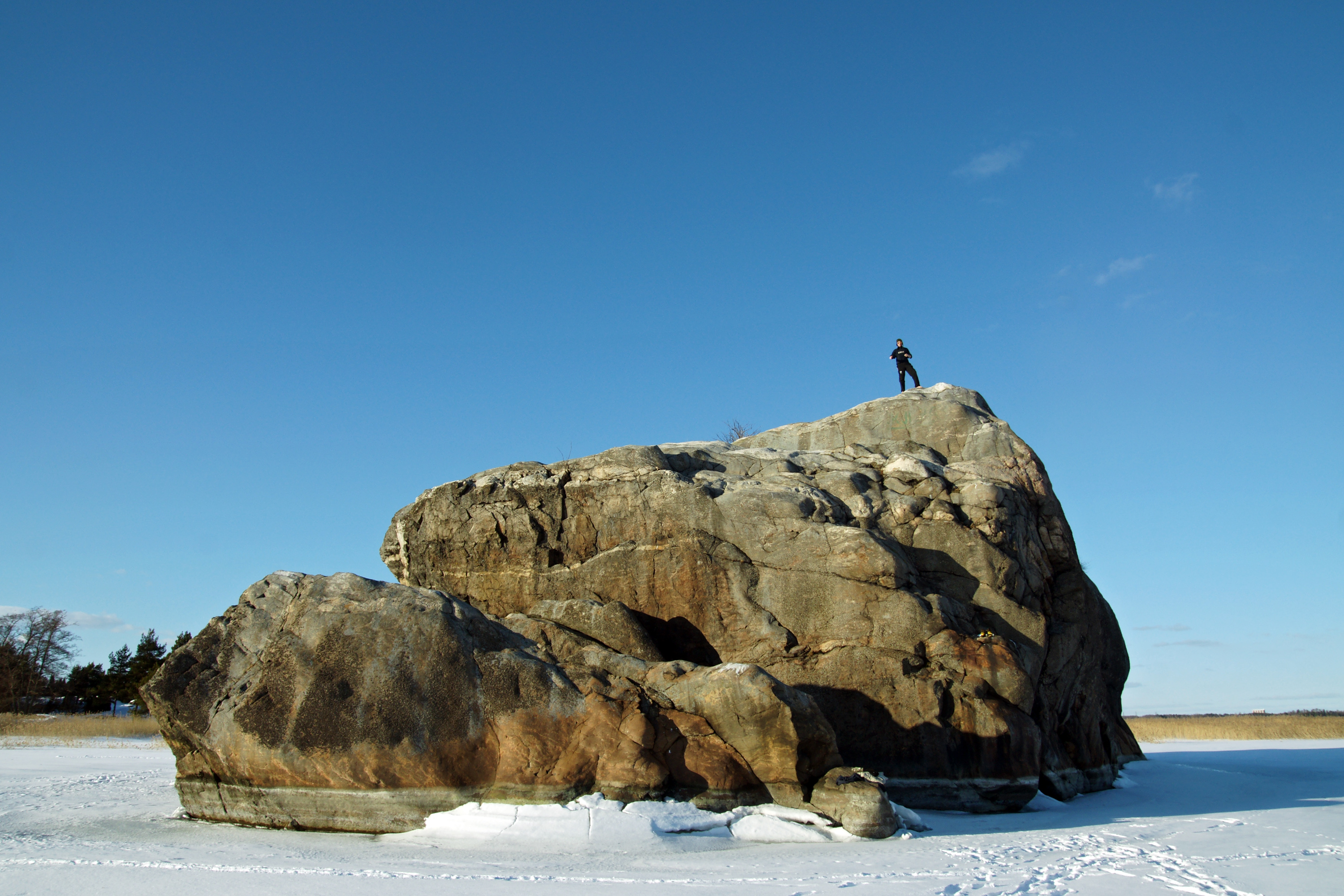
Il masso erratico Kukkarokivi.

L'attuale struttura di Ruissalo si formò nel corso dell'ultima era glaciale e delle successive fasi attraversate dal mar Baltico che, alternativamente, passò dall'essere un bacino salmastro a un lago di acqua fresca. È in questo lungo periodo che presero forma le profonde valli, le coste frastagliate, le formazioni moreniche e le pianure argillose che caratterizzano l'isola. Il punto più alto di Ruissalo emerse dal mare circa 5.400 anni fa. Quest'area che oggi si compone di colline rocciose, un tempo presentava degli scogli spazzati dall'acqua del mare e in parte privi di alberi.
La calotta glaciale ha portato anche grandi massi erratici a Ruissalo. Il più famoso di questi è il Kukkarokivi, situato nel mare a nord del punto più occidentale di Ruissalo e alto 17 metri sopra la linea di galleggiamento. Il paesaggio dell'isola è ancora oggi in trasformazione: Ruissalo si solleva dal mare di 4-5 mm all'anno, ovvero mezzo metro al secolo.

## Storia
Il paesaggio di Ruissalo mostra secoli di interazione tra natura ed esseri umani, i quali cominciarono ad arrivare sull'isola durante il Medioevo. All'inizio qui non vennero costruiti insediamenti permanenti e l'isola fu sfruttata principalmente per i pascoli e la pesca, finendo sotto il controllo della monarchia svedese nel XIII secolo. L'isola rimase un pascolo fino a metà del XVI secolo, quando divenne una riserva di caccia del Duca di Finlandia e cominciò ad essere utilizzata per l'agricoltura. I frutti delle coltivazioni furono fondamentali per nutrire gli abitanti del vicino Castello di Turku.
Nel secolo successivo e fino al 1844, Ruissalo divenne la residenza ufficiale di alcuni alti funzionari della corona russa, che all'epoca dominava questi territori, e alla fine del 1845 l'isola passò sotto il controllo della città di Turku su decisione dell'imperatore Nicola I. L'anno seguente, Ruissalo fu divisa in diversi appezzamenti per costruire delle ville estive per la borghesia cittadina e con il tempo, pur mantenendo un aspetto rurale grazie alle coltivazioni e agli allevamenti, diventò un luogo di villeggiatura e ricreazione per tutti gli abitanti della città. 
Le ville sono oggi considerate culturalmente e storicamente rilevanti in Finlandia. Alcune di esse sono di proprietà di fondazioni, sindacati di lavoratori, club sportivi e imprese private, altre sono usate per l'accoglienza turistica o affittate per eventi privati come ad esempio i matrimoni.